# Кастельнуово-ди-Конца
Кастельнуово-ди-Конца (итал. Castelnuovo di Conza) — коммуна в Италии, располагается в регионе Кампания, в провинции Салерно.
Население составляет 671 человек (2008 г.), плотность населения составляет 48 чел./км². Занимает площадь 14 км². Почтовый индекс — 84020. Телефонный код — 0828.
Покровителем коммуны почитается святитель Николай Мирликийский, празднование 6 декабря.

## Демография
Динамика населения:

## Администрация коммуны
- Официальный сайт: http://castelnuovodiconza.asmenet.it/ Архивная копия от 15 марта 2008 на Wayback Machine